# Paul Gerhardt Scheurlen
Paul Gerhardt Scheurlen (* 1. September 1923 in Biberach an der Riß; † 12. Februar 2015 in Gräfelfing) war ein deutscher Internist und Hochschullehrer an der Universität des Saarlandes in Homburg.

## Leben
Nach dem Medizin-Studium und Promotion wurde Scheurlen 1961 in Tübingen habilitiert. Ab 1964 arbeitete er an der Universitätsklinik Köln und wurde 1969 zum ordentlichen Professor und Wissenschaftlichen Rat am Universitätsklinikum ernannt. 1970 folgte die Berufung zum Ordinarius für Innere Medizin (I) des Universitätsklinikums des Saarlandes in Homburg. Hier baute er gemeinsam mit seinem Kollegen Friedrich Trendelenburg die saarländischen Krebszentrale in Homburg auf. 1975/76 wurde Scheurlen ärztlicher Direktor des Universitätsklinikums. 1980 war er Präsident des Kongresses der Deutschen Gesellschaft für Hämatologie und medizinische Onkologie in Homburg, zwei Jahre später Präsident des 26. Saarländisch-pfälzischen Internistenkongresses. 1989 wurde er emeritiert. Scheurlen war seit 1953 mit der Ärztin und saarländischen Politikerin Rosemarie Scheurlen verheiratet.

## Ehrungen
- 1962: Theodor-Frerichs-Preis der Deutschen Gesellschaft für Innere Medizin
- Ernst-von-Bergmann-Plakette

## Werke
- Systematische Differentialdiagnose innerer Krankheiten unter Berücksichtigung des Gegenstandskataloges. Springer, Berlin Heidelberg New York 1977, ISBN 978-3-540-08281-1.

## Herausgeber
- Leukämien und Lymphome: Probleme der Krebsbehandlung. Vortr. d. XVII. wiss. Kongresses d. Saarländ.-Pfälz. Internisten-Ges. vom 23. - 25. März 1973 in Bad Dürkheim. Werk-Verlag Banaschewski, Gräfelfing 1974, ISBN 978-3-8040-0215-9
- Aktuelle Therapie bösartiger Blutkrankheiten. Springer, Berlin/Heidelberg/New York 1982, ISBN 978-3-540-10994-5
- Differentialdiagnose in der inneren Medizin. Springer, Berlin/Heidelberg/New York 1989, ISBN 978-3-540-19050-9